# ウィヌースキー (バーモント州)
ウィヌースキー（英: Winooski、[wɪˈnuːski]）は、アメリカ合衆国バーモント州のチッテンデン郡にある都市。ウィヌースキー川の河口に位置している。人口は7,997人（2020年）。バーリントン都市圏に属している。

## 地理
アメリカ合衆国国勢調査局に拠れば、市域全面積は1.5平方マイル (3.9 km2)であり、このうち陸地1.4平方マイル (3.7 km2)、水域は0.1平方マイル (0.2 km2)で水域率は5.30%である。バーモント州の9つの市の中では面積最小である。

### 市名の由来
市名の「ウィヌースキー」は、アベナキ族インディアンの言葉であり、「野生の玉ねぎが育つ場所」を意味している。

## 歴史

### 先コロンブス期
5000年前、旧石器時代インディアンの単一家族が、現在のウィヌースキー市がある場所に来た。この移動の民が宿営した後が、現在のバーモント州で重要な考古学遺跡となっている。それに続く時代にその他のインディアンがこの地域に入って来た。

### 植民地時代
ウィヌースキーは主要な交通経路の上にあり、交易町として始まった可能性が強い。1組の滝があることで製造業の成長を促し、間もなく毛織物加工の中心となった。
1770年代初期、アイラ・アレンがウィヌースキー川（当時はオニオン川と呼ばれた）沿いにレンガ造りの家を建設し、砦かつ雑貨店、さらに土地投機の「オニオン川会社」の事務所として使われた。このフレデリック砦が防御のために使われることは無かったが、その存在によってオニオン川沿いの土地の価値を上げ、入植を促進した。

### 独立後
アメリカ独立戦争後、アイラ・アレンが川を渡すダムを建設に、その両端に製材所を建てた。
1830年代後半、バーリントン・ミル会社が川の水力を使って、糸と衣服を製造した。
1846年、ウィヌースキー出身のジェイムズ・ストーンとルシンダ・ストーンが、ウィスコンシン準州のシボイガン郡に入植し、その開拓地をウィヌースキーと名付けた。現在はゴーストタウンになっている。

### 現代
アメリカン・ウール社が1901年に破産したバーリントン・ミルズを買収し、地域経済の成長を目指す施策を行った。その成功によって、1922年にはコルチェスター町から分離して、ウィヌースキーが市として法人化された。
工場は1954年に閉鎖され、市内は20年間経済的苦境にあった。1980年代、古い工場が商業施設、事務所、アパートに転換され、地域の再活性化に貢献した。
1979年、市は冬季の暖房費を減らすために、ウィヌースキー市全体をドームで覆う案を調査した。提案されたドームは中心での高さが200フィート (60 m) あり、内燃機関の運転が禁止されることになった。このドームは結局建設されなかった。今日の市の計画者は「経済的にそれは容易なことである」とし、さらに「年間を通じて毛ばり釣りができただろう」と付け加えて、そのコンセプトを弁護している。
2008年、市は11か月務め、まだ解雇できる状態にあった市マネジャーを解雇した。その契約は3年間のものだった。

## 人口動態
以下は2000年の国勢調査による人口統計データである。
| 基礎データ - 人口: 6,561 人 - 世帯数: 2,944 世帯 - 家族数: 1,466 家族 - 人口密度: 1,771.5人/km2（4,586.1 人/mi2） - 住居数: 3,015 軒 - 住居密度: 814.1軒/km2（2,107.5 軒/mi2） 人種別人口構成 - 白人: 90.55% - アフリカン・アメリカン: 1.25% - ネイティブ・アメリカン: 0.52% - アジア人: 5.40% - 太平洋諸島系: 0.05% - その他の人種: 0.53% - 混血: 1.71% - ヒスパニック・ラテン系: 1.14% 先祖による構成 - フランス系カナダ人とフランス系：36% - アイルランド系：13% - イギリス系：8% - イタリア系あるいはドイツ系：5% | 年齢別人口構成 - 18歳未満: 21.5% - 18-24歳: 12.3% - 25-44歳: 34.8% - 45-64歳: 17.8% - 65歳以上: 13.5% - 年齢の中央値: 33歳 - 性比（女性100人あたり男性の人口） - 総人口: 94.5 - 18歳以上: 91.4 世帯と家族（対世帯数） - 18歳未満の子供がいる: 24.2% - 結婚・同居している夫婦: 34.4% - 未婚・離婚・死別女性が世帯主: 11.2% - 非家族世帯: 50.2% - 単身世帯: 36.8% - 65歳以上の老人1人暮らし: 12.2% - 平均構成人数 - 世帯: 2.21人 - 家族: 2.98人 |

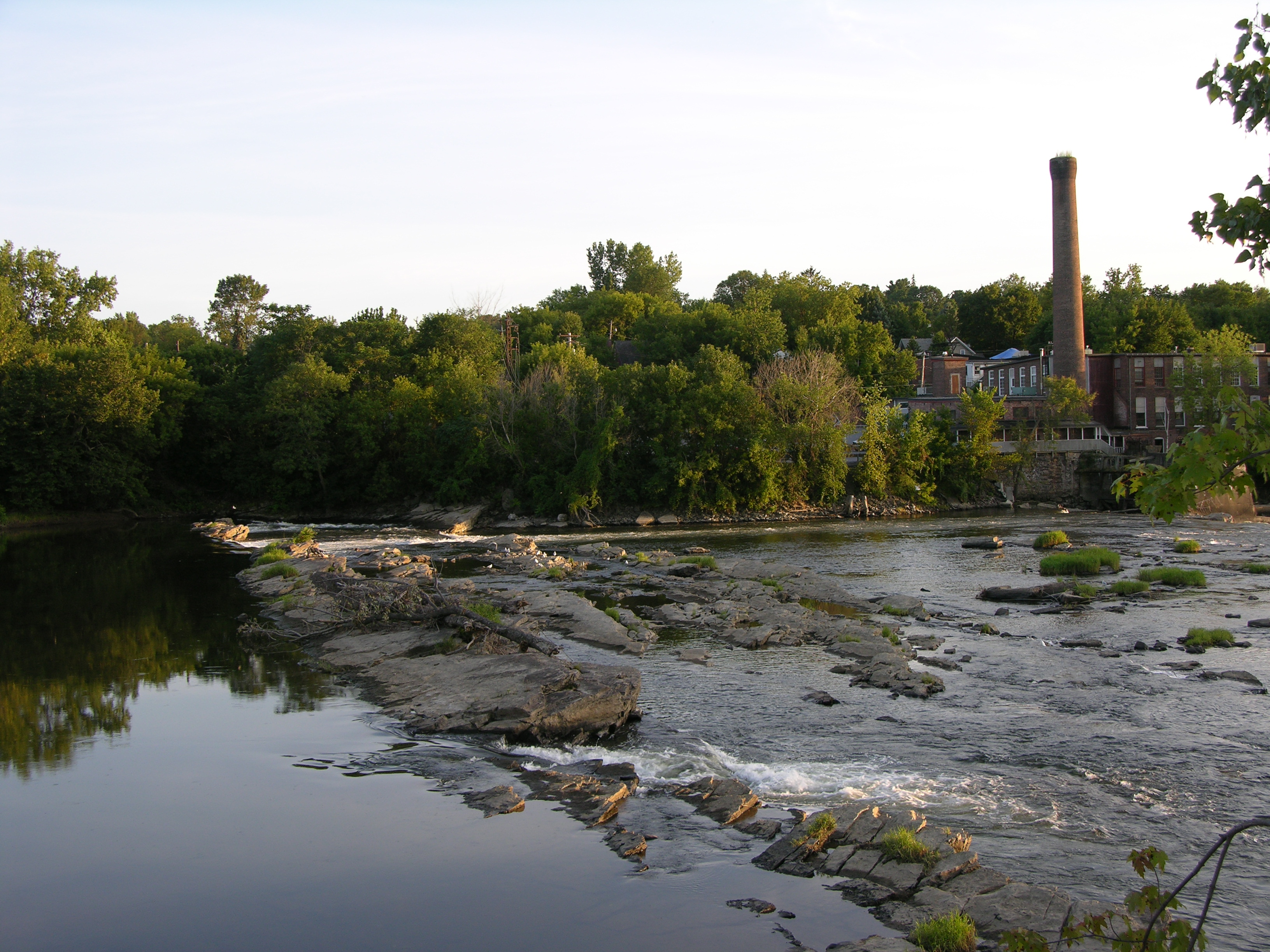
ウィヌースキーの工場と滝

## 経済

### 収入
収入と家計
- 収入の中央値
  - 世帯: 30,592米ドル
  - 家族: 38,551米ドル
  - 性別
    - 男性: 30,257米ドル
    - 女性: 21,168米ドル
- 人口1人あたり収入: 17,208米ドル
- 貧困線以下
  - 対人口: 15.2%
  - 対家族数: 10.2%
  - 18歳未満: 19.8%
  - 65歳以上: 13.1%

### 産業
ウィヌースキー市にはバーモント学生援助コーポレーションの本部がある。その新しい本部は市の中心街再開発プロジェクトの大きな部分を占めている。

## 交通
チッテンデン郡交通公社が市内のバス便を運行している。